# Gorna Malina (gmina)
Gorna Malina (bułg. Община Горна Малина) – gmina w zachodniej Bułgarii, w obwodzie sofijskim.

## Miejscowości
Lista miejscowości gminy Gorna Malina:
- Apriłowo (bułg.: Априлово),
- Bajłowo (bułg.: Байлово),
- Bełopopci (bułg.: Белопопци),
- Czekanczewo (bułg.: Чеканчево),
- Dołna Malina (bułg.: Долна Малина),
- Dołno Kamarci (bułg.: Долно Камарци),
- Gajtanewo (bułg.: Гайтанево),
- Gorna Malina (bułg.: Горна Малина) - siedziba gminy,
- Gorno Kamarci (bułg.: Горно Камарци),
- Makocewo (bułg.: Макоцево),
- Neguszewo (bułg.: Негушево),
- Osoica (bułg.: Осоица),
- Saranci (bułg.: Саранци),
- Styrgeł (bułg.: Стъргел).